# Mon enfant à tout prix
Mon enfant à tout prix ou Bébé à vendre au Québec (Baby for Sale) est un téléfilm canado-américain réalisé par Peter Svatek et diffusé le 12 juillet 2004 sur Lifetime.

## Fiche technique
- Titre français : Mon enfant à tout prix
- Titre québécois : Bébé à vendre
- Titre original : Baby for Sale
- Réalisation : Peter Svatek
- Scénario : John Wierick
- Société de production : Muse Entertainment (en)
- Durée : 89 minutes
- Pays :  Canada,  États-Unis

## Distribution
- Dana Delany (VF : Frédérique Tirmont / VQ : Anne Bédard) : Nathalie Johnson
- Hart Bochner (VF : Guy Chapellier / VQ : Jean-Luc Montminy) : Steve Johnson
- Bruce Ramsay (VF : Marc Perez / VQ : Denis Roy) : Gabor Szabo
- Romano Orzari (VF : David Krüger / VQ : Sébastien Dhavernas) : le lieutenant Joey Perrotta
- Elizabeth Marleau (VQ : elle-même) : Janka
- Ellen David (VF : Odile Schmitt / VQ : Natalie Hamel-Roy) : Kathy Williamson
- Claudia Besso (VF : Stéphanie Lafforgue) : Laura Jackson
- Vlasta Vrána (en) (VQ : Hubert Gagnon) : Grazer
- Matthew Rothpan (VF : Catherine Desplaces) : Evan Johnson
- Cary Lawrence (arz) : Nancy Norris
- Bobo Vian : Carolyn Nybo
- David Gow : M. Perryman
- Anik Matern (en) : Mme Perryman
- Keir Cutler : agent Ruddy
- Kwasi Songui (en) : Littiken
- Catherine Colvey : Dr Barbara Sheperd
- Nasuna Stuart-Ulin : Robin
- Jamie Boulanger : Brian
- Emile Paquette : Billy Norris
- Abeille Gélinas : la colocataire de Janka
- Ivan Smith : le juge
- Benz Antoine (en) (VQ : François L'Écuyer) : le procureur
- Judith Rudd : l'avocate des services sociaux
- Babz Chula (en) (VQ : Diane Arcand) : le juge suppléant
- Pierre Lenoir : le consul hongrois
- Denise De Pass : la journaliste
- Russell Yuen : officier de surveillance #1
- Hondo Fleming : officier de surveillance #2
- Meghanne Kessels : la vendeuse à la boutique pour bébé
- Millie Tresierra : le réceptionniste de Grazer
- Billie Calmeau : Bébé Gitta 7-8 mois
- Kayla Pownall : Bébé Gitta

Version française
- Adaptation des dialogues : Amélie Morin

 Source et légende : version française (VF) sur RS Doublage et selon le carton du doublage français télévisuel.
 Source et légende : version québécoise (VQ) sur Doublage.qc.ca.